# Synagoge Agudas Achim (Zürich)

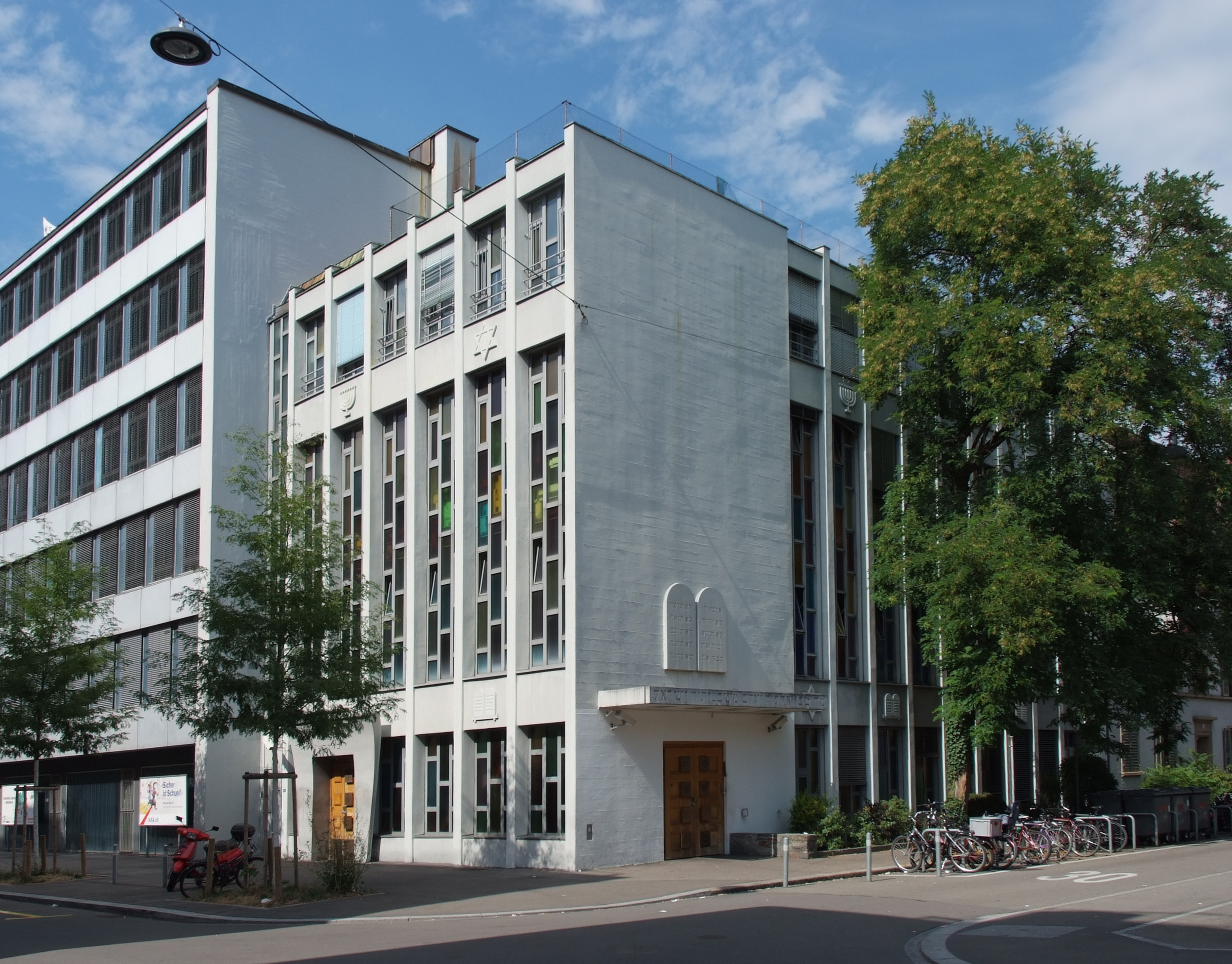
Synagoge Agudas Achim

Die Synagoge Agudas Achim («Bund der Brüder») ist eine Synagoge in Zürich. Sie befindet sich in der Erikastrasse 8 in Wiedikon. Das unscheinbare Gebäude ist etwa 15 Meter hoch. Es wurde von 1959 bis 1960 errichtet, Architekt ist Walter Sonanini. Die Synagoge gehört der jüdischen Gemeinde Agudas Achim. Die Vorplanungen für die Errichtung hatten etwa 15 Jahre gedauert.
Den Eingang schmücken zwei Gesetzestafeln mit den Zehn Geboten und die Inschrift:
מה טובו אהליך יעקב משכנתיך ישראל (Numeri 24:5) «Wie schön sind deine Zelte, Jakob, deine Wohnungen, Israel».

## Versuchter Brandanschlag
Die Synagoge Agudas Achim wurde am 10. August 2024 Ziel eines Brandanschlages. Der mutmassliche Täter konnte auf frischer Tat ertappt werden. Am Samstagabend um 20 Uhr goss der 32-jährige Täter Benzin ums Gebäude und an die Türe der Synagoge, ehe er von den hauseigenen Sicherheitsleuten erwischt wurde. Der Mann habe anschliessend flüchten wollen. Die Polizei ist anschliessend rasch mit einem Grossaufgebot vor Ort gewesen. Der Täter, ein psychisch verwirrter Schweizer, konnte im Verlaufe der Nacht von der Kantonspolizei Zürich festgenommen werden. Ein extremistisches Motiv steht nicht im Vordergrund.